# هنري آرون
هنري آرون (بالفرنسية: Henry Aron)‏ هو صحفي فرنسي، ولد في 11 نوفمبر 1842 في بيزنسون في فرنسا، وتوفي في 13 نوفمبر 1885 في باريس في فرنسا بسبب سل.